# Двуречный (Оренбургская область)
Двуречный — упразднённый посёлок в Кувандыкском районе Оренбургской области. На момент упразднения входил в состав сельского поселения Новоуральский сельсовет. Исключен из учётных данных в 2008 году.

## География
Располагался на реке Корааша в месте впадения в неё реки Муртазасай, на расстоянии, примерно, 18 километр к юго-западу от села Новоуральск.

## История
Основан в 1930-е годы как одно из производственных отделений колхоза «Ново-Уралец».
В 1966 году Указом Президиума ВС РСФСР посёлок фермы № 2 совхоза «Приуральский» переименован в Двуречный.
Постановление Законодательного Собрания Оренбургской области 20 февраля 2008 года посёлок исключен из учётных данных.

## Население
По переписи 2002 года на посёлке проживало 35 человека, из которых казахи составляли 83 % населения.